# ابنتا الملك توت عنخ آمون
الموميتان 317a و317b هما بنات توت عنخ آمون، الملك من الأسرة المصرية الثامنة عشرة. يُعتقد أن والدتهما هي عنخس إن آمون، زوجة توت عنخ آمون الوحيدة المعروفة، والتي تم التعرف عليها بشكل مؤقت من خلال اختبار الحمض النووي على أنها المومياء KV21A. وُلِدت 317a قبل أوانها في الشهر الخامس أو السادس من الحمل، بينما وُلِدت 317b في أو بالقرب من فترة الحمل الكاملة. يُفترض أنهما كانتا ميتتين عند الولادة أو توفيتا بعد الولادة بفترة قصيرة.
تم دفنهما في قبر والدهما في وادي الملوك، الذي اكتشفه عالم الآثار هوارد كارتر في عام 1922. تم تحنيط أجسادهما ولفهما بنفس أسلوب الشخصيات البارزة، وتم تجهيز 317a بقناع مومياء مذهب؛ وكان قناع 317b صغيراً جداً عليها وعُثر عليه في عام 1907 بين بقايا تحنيط توت عنخ آمون ووليمته الجنائزية في مقبرة 54 في وادي الملوك. دُفنت كل فتاة في مجموعة توابيت صغيرة من نفس التصميم المستخدم للنبلاء. لم يتم تسمية الطفلتين، حيث تُشير النقوش على التوابيت إليهما فقط بكلمة "أوزيريس"، وهو مصطلح عام للمتوفى، لذلك تُعرفان بالأرقام التي حددها كارتر أثناء التنقيب.
تم فحصهما عدة مرات منذ اكتشافهما. تم فك لفائف 317a بواسطة كارتر في عام 1925، وتم فحص كلا المومياءين بواسطة عالم التشريح دوغلاس ديري في عام 1932. أُجريت اختبارات الأشعة السينية والاختبارات المصلية (السيريولوجية) على 317b في السبعينيات، وتم إجراء فحص بالتصوير المقطعي المحوسب لهما في عام 2008، حيث وُجدت البقايا في حالة هشة ومتحللة. لم يُستطع تحديد سبب الوفاة لأي من الطفلين ولم يكن لديهما أي حالات أو أمراض يمكن ملاحظتها. تم اعتبار تشخيص 317b في السبعينيات بحالات مثل تشوه سبرينجل والسنسنة المشقوقة نتيجة لتكسر وانفصال العظام بعد الموت.

## الاكتشاف

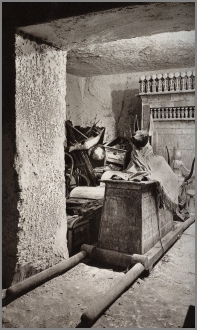
يظهر صندوق رقم 317 في الزاوية، على يسار ضريح أنوبيس، في منظر للمخزن.

تم دفن المومياوات في قبر توت عنخ آمون، في الزاوية الشمالية الشرقية من المخزن. وُجدت توابيتها في صندوق خشبي مفتوح فوق كومة من الأشياء التي تضمنت أضرحة أوشابتي وصناديق ونموذج لقارب؛ بجانبها قبعت مجموعة توابيت صغيرة أخرى تحتوي على خصلة من شعر جدتهما، تيي. كان غطاء الصندوق مربوطًا ومختومًا فيما مضى ولكن تمت إزالة الغطاء من مكانه من قبل اللصوص في العصور القديمة ، وتم وضعه خلف الصندوق المجاور.
وُضعت التوابيت بجانب بعضها البعض، رأس أحدهما عند قدمي الآخر؛ تم أخذ قطع من أصابع القدم للتابوت الأكبر (317b) لإغلاق الغطاء . تم ربط شرائط من الكتان عند الحلق والوسط والكاحلين لإغلاق التوابيت الخارجية؛ تم تأمين كل منها بأختام طينية مختومة بختم الجبانة الذي يمثل ابن آوى فوق تسعة أسرى. داخل كل تابوت خارجي كان هناك تابوت داخلي مذهب، يحتوي بدوره على جسم طفل ميت محفوظ وفقًا لعادات الدفن في الأسرة الثامنة عشرة. كانت 317a هي الأصغر بين المومياوات ولها قناع من الكارتوناچ المذهب؛ المومياء الأخرى، 317b، كانت أكبر قليلاً ولم يكن لها قناع. قام كارتر بفك لفائف المومياء الأصغر، 317a، بين اكتشافها وفحصها في عام 1932 من قبل عالم التشريح دوغلاس ديري، الذي لاحظ حالة المومياء غير الملتفة. في عام 1929 تم نقل التوابيت إلى المتحف المصري في القاهرة  لكن المومياوات تم تخزينها بشكل منفصل في كلية الطب بجامعة القاهرة بعد تشريحها في عام 1932.

## التوابيت
تم تزويد مومياوات 317a و317b بمجموعة متفردة من التوابيت الداخلية والخارجية. تتميز المجموعتان بتصميم متشابه، لكنهما تختلفان قليلاً في الحجم حيث يبلغ طول التوابيت الخارجية لـ 317a و317b 49.5 سم و57.7 سم على التوالي. تصميمهما وزخرفتهما تحاكي تلك المستخدمة من قبل النبلاء والأفراد الخاصين في تلك الفترة. تحتوي التوابيت الخارجية على تصميم أسود مزخرف بالذهب. يتم تصوير المتوفى كمومياء ملفوفة ترتدي شعر مستعار بخطوط زرقاء وذهبية، وقلادة عريضة مع نهايات على شكل رأس صقر. الأذرع متقاطعة على الصدر واليدين مقبوضتين لكن لا تحملان أي شعارات. ينشر نسر جناحيه على البطن وتزينها شرائط عمودية وأفقية من النقوش تستدعي آلهة المتوفى. تصور الإلهتان نفتيس وإيزيس (مع عمودي جد) جاثيتين عند القدمين. تم تثبيت غطاء كل تابوت خارجي في حوض التابوت بواسطة ثمانية مسامير.
التوابيت الداخلية لها تصميم مشابه ولكنها مغطاة بالكامل بورق الذهب. النقوش الهيروغليفية على كلا التابوتين تشير فقط إلى "أوزيريس" (أي المتوفى) بدون أسماء محددة للأطفال، لذلك يعرفان بدلاً من ذلك بأرقام الأشياء التي حددها كارتر خلال عملية التنقيب.

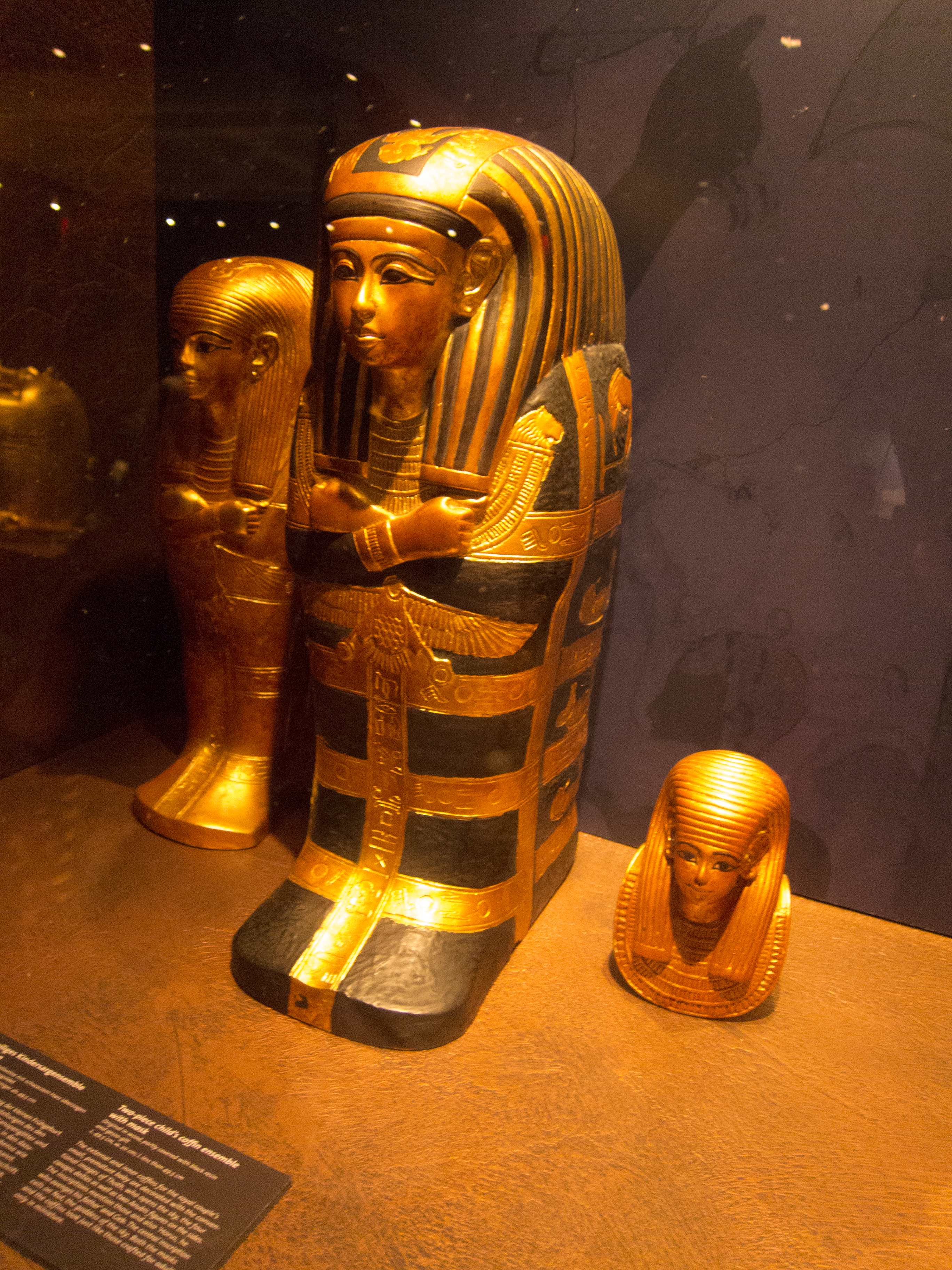
نسخة طبق الأصل من توابيت وقناع المومياء 317a
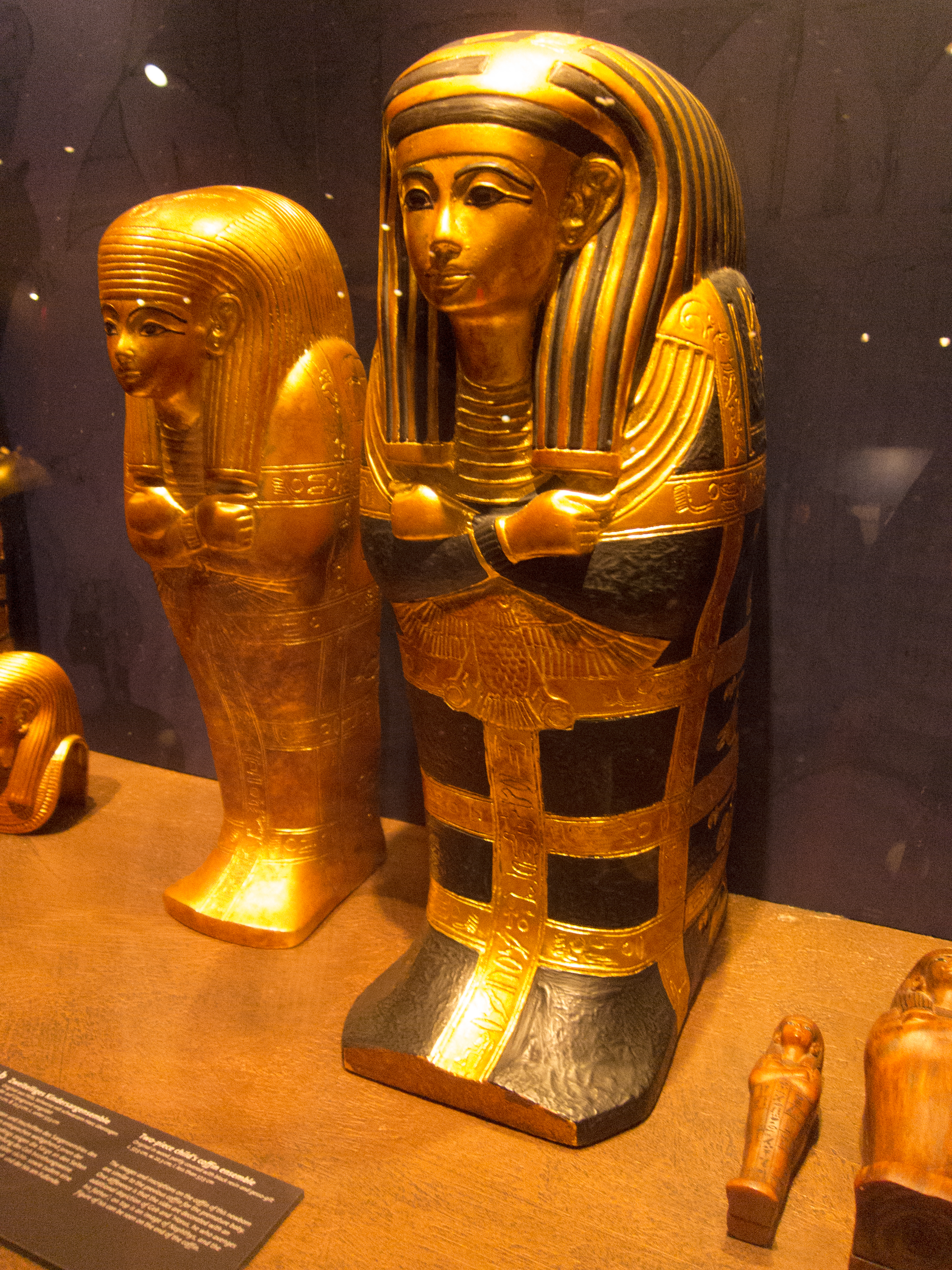
نسخة طبق الأصل من توابيت المومياء 317b

## المومياوات

### 317a

#### الفحص الأولي
يقال إن كارتر قد كشف هذه المومياء في عام 1925، رغم أن ملاحظاته غير مؤرخة. كان الرأس مغطى بقناع موت مذهّب "كبير الحجم جدًا". كانت اللفائف الكتانية مثبتة بخمس شرائط أفقية وشرائط طولية ثلاثية على الجبهة، الظهر، والجوانب. كانت اللفائف بسماكة 1.5 سنتيمتر (0.59 بوصة) وملاحظ أنها في حالة سيئة، مع وجود وسادات على الصدر، الساقين والقدمين لتوفير الشكل. خلال تشريح الجثة في عام 1932 بواسطة عالم التشريح دوغلاس ديري، قيس طول المومياء بحوالي 25.75 سنتيمتر (10.14 بوصة). وخلص إلى أن المومياء كانت على الأرجح أنثى وقدر عمرها بأقل من خمسة أشهر من الحمل. لوحظ أن الجلد "ذا لون رمادي، متقلص جدًا وهش"، مع وضوح عظام الصدر واليدين. كان الجسم في وضع مستقيم مع الأرجل ممدودة واليدين موضوعتين على مقدمة الفخذين. لم تكن هناك أي إشارة إلى الجرح البطني النموذجي المستخدم لإزالة الأعضاء. افتقرت المومياء إلى الحواجب والرموش، على الأرجح بسبب صغر سنها الجنيني، لكن كان هناك شعر ناعم فاتح اللون (زغب الجنين) على الرأس. كانت الجفون مفتوحة قليلاً نتيجة الانكماش أثناء عملية التحنيط حيث تكون الجفون ملتحمة في هذا العمر الحملي. كان الحبل السري محفوظاً بطول 21 مليمتر (0.83 بوصة).

#### الفحص بالأشعة المقطعية
في أواخر يوليو 2008، تم إجراء فحص بالأشعة المقطعية كجزء من مشروع المومياء المصرية. تبين أن المومياء في حالة سيئة للغاية، مما يعني أن تحديد جنسها بواسطة ديري لم يكن ممكنًا تأكيده. تم تقدير العمر الحملي بحوالي 24.7 أسبوعًا (5-6 أشهر) من طول العضد. وجد أن الجمجمة مليئة بمواد عالية ومنخفضة الكثافة والتي قد تمثل أنسجة دماغية أو مواد تحنيطية. كان الجذع أيضًا مليئًا بمحتويات عالية ومنخفضة الكثافة التي يُقترح أن تكون حزم تحنيط، رغم عدم وجود شق، خلافًا لاقتراح ديري بالحفظ بواسطة التجفيف البسيط. لم يلاحظ أي تشوهات، كما لم يكن من الممكن تحديد سبب الوفاة.

### 317b

#### الفحص الأولي
قام ديري بكشف وفحص 317b في عام 1932. هذه المومياء لم يكن لديها قناع، على الرغم من أن القناع المقصود على الأرجح هو الذي تم العثور عليه سابقًا في مخزن تحنيط توت عنخ آمون، مقبرة 54. بلغ طول المومياء المغلفة 39.5 سنتيمتر (15.6 بوصة) وطول الجسم نفسه 36.1 سنتيمتر (14.2 بوصة). كانت طريقة التغليف مشابهة جدًا للمومياء الأصغر حجمًا - شريطان طوليان ثلاثيان وأربعة شرائط عرضية حول الرأس، العنق، البطن والكاحلين - هذا فوق الكفن. تحت الكفن كان هناك أحد عشر طبقة إضافية من الوسادات واللفائف على القدمين، الساقين، البطن والصدر لتوفير الشكل الصحيح. لوحظ أن المومياء لم تكن محفوظة جيدًا مثل المومياء الأصغر، 317a. وُجد أنها أنثى أيضًا وقدر عمرها الحملي بحوالي سبعة أشهر. كان الجلد بنفس اللون الرمادي الهش مثل المومياء الأصغر. بقي شعر ناعم على الجزء الخلفي من الرأس (بينما كان الباقي قد ذهب مع اللفائف)، وكانت الرموش والحواجب موجودة. كانت العيون مفتوحة على مصراعيها، تحتوي فقط على مقل العيون المتقلصة. تم فحص داخل الجمجمة من خلال اليافوخ المفتوح ووجدت مملوءة بالكتان، مُدخلة من خلال فتحة الأنف اليمنى. كانت الأرجل ممدودة واليدين موضوعتين على جانبي الفخذين. من المرجح أنها ماتت عند أو بعد الولادة بفترة قصيرة، حيث توجد إشارات إلى قطع الحبل السري بدلاً من جفافه بشكل طبيعي. تم إجراء شق تحنيطي صغير بطول 18 مليمتر (0.71 بوصة) موازيًا للرباط الأربي لإزالة الأعضاء. تم حشو تجويف الجسم بالكتان وتم ختم القطع بشحم حيواني.

#### الأشعة السينية وفحص المصل
تم فحص المومياء في عام 1978 باستخدام الأشعة السينية ووجد أنها قد تعرضت للتلف على مر السنين، مع تهشم الجمجمة وكسر الأضلاع. تم تقدير العمر الحملي بحوالي 35 أسبوعًا إلى تمام الحمل، وتم تشخيصها بـ تشوه شبرنجل، السنسنة المشقوقة، والجنف. حدد التحليل المصلي أن هذه المومياء كانت تحمل مجموعة الدم O. اقترحت إعادة فحص الأشعة السينية لاحقًا أن الطفل قد يكون بعمر 31 أسبوعًا بناءً على درجة التكلس.

#### الفحص بالأشعة المقطعية
تم إجراء الفحص بالأشعة المقطعية على هذه المومياء أيضًا في يوليو 2008 كجزء من مشروع المومياء المصرية. وُجد أنها محفوظة بشكل أفضل من 317a وبالتالي يمكن فحصها بدقة أكبر. تم تأكيد أن المومياء أنثى بناءً على الأعضاء التناسلية الخارجية والزوايا العانية؛ وقدر العمر عند الوفاة بحوالي 36.78 أسبوعًا حمليًا. تم رفض تشخيص تشوه شبرنجل حيث أن الكتف الأيسر كان أعلى بحوالي 6 مليمتر (0.24 بوصة) من الأيمن، وذلك بسبب انفصال الكتف والعضلة الترقوية اليسرى تمامًا عن الجسم وتدويرهما للأعلى. كان كل من عظم الكتف وعظم الترقوة بالحجم الطبيعي ومتشابهين. وُجد أن العمود الفقري في حالة سيئة ومكسور بعد الوفاة مع فقدان شظايا؛ مما أعطى مظهر العمود الفقري مع عيوب الأنبوب العصبي لكن لم يتم العثور على أي شذوذ. وتم تحديد أن الجنف كان وضعيا. تم العثور على دليل على وضع حشوات تحت الجلد، تستخدم لاستعادة المظهر الحي، في الساقين؛ مما أدى إلى أن الفخذ الأيسر أصبح أكبر من الأيمن.

## الأصول
منذ اكتشافهما، كان يُفترض أن الرضيعين هما أطفال توت عنخ آمون. اعتبر كارتر أنه "لا شك" في أن الطفلين هما أبناء الملك وزوجته الوحيدة المعروفة عنخس إن آمون. أجري تحليل الحمض النووي بين عامي 2007 و2009 كجزء من مشروع عائلة توت عنخ آمون وحصل على ملفات حمض نووي جزئية فقط لـ 317a و317b. ومع ذلك، كان ذلك كافيًا لاستنتاج أن كلا المومياوين هما أطفال توت عنخ آمون، مع احتمالات 99.97992885% و99.99999299% على التوالي. تم الحصول على ملف حمض نووي جزئي فقط من مومياء KV21A لكنه يشير إلى أنها كانت والدة الطفلين. ومع ذلك، لم تكن النتائج ذات دلالة إحصائية كافية لتأكيد ذلك.

## ظروف الوفاة والدفن
أسباب وظروف وفاتهما غير معروفة. وقد عزا كارتر وفاتهما إلى أسباب طبيعية (مثل الإجهاض) لكنه استمتع بالتكهن بأن الإجهاض قد يكون مدبرًا كـ "حادث للأم الحامل مما كان سيجعل العرش شاغرًا لأولئك المتلهفين على الاستيلاء عليه."
اعتبر كارتر أن الطفلين كانا نتيجة حملين منفصلين، ولكن دفن 317a و317b داخل مقبرة توت عنخ آمون أدى إلى تكهنات بأنهما توفيا في نفس وقت وفاته أو على الأقل قبل دفنه. ولتفسير وجود طفلين بأحجام مختلفة نتيجة حمل واحد، تم اقتراح أن الاثنين كانا توأمين متماثلين يعانيان من متلازمة نقل الدم بين التوأمين، مما يؤدي إلى أن يكون أحد التوأمين كبيرًا بالنسبة لعمره الحملي والآخر أصغر بكثير. على الرغم من أن هذا التشخيص لا يمكن إثباته أو نفيه بواسطة التحليل المقطعي، إلا أنه يعتبر "احتمالًا بعيدًا" من قبل حواس وسليم. ومع ذلك، كما أشار شارلييه وزملاؤه في رد، فإن اختلاف احتمالات الحمض النووي بين 317a و317b يكفي لاستبعاد نظرية التوأمين المتماثلين، وهو ما يتفق معه حواس وسليم. بدلاً من ذلك، يُفترض أن الثنائي هما توأمان غير متماثلين ماتا داخل الرحم، حيث مات 317a أولاً وتكلس جزئيًا (جنين متحجر)، قبل أن يموت 317b بعد أسابيع. هذا مرفوض، حيث لا تظهر على 317a أي من العلامات الواضحة التي تظهر على الجنين المتحجر (الليثوبيديون)، والحالة السيئة لكلتيهما تعود إلى التخزين غير المناسب بعد كشفهما.
بغض النظر عن سبب وفاتهما، فإن دفن الأطفال الملكيين مع آبائهم ليس أمرًا غير مسبوق في الأسرة الثامنة عشر، حيث دفن وبن سنو في مقبرة والده أمنحتب الثاني، ودفن أمنمحات وتنتامون وطفل آخر غير مسمى مع تحتمس الرابع؛ وكلهم قد توفوا على ما يبدو قبل آبائهم. بدلاً من ذلك، اعتبرت كريستيان دي روش نوبلكور إدراجهم في دفن والدهم جزءًا من طقوس لضمان بعثه في الحياة الآخرة.

## الاقتباسات
1. 1 2 3 4 5 6  Reeves 1990، صفحة 123.
2. ↑  Carter 317.
3. 1 2 3 4 5  Carter 1933، صفحات 88.
4. ↑  Carter 1933، صفحات 88–89.
5. 1 2 3 4 5  Leek 1972، صفحات 21–23.
6. 1 2 3 4  Hawass & Saleem 2011، صفحة W829–W836.
7. 1 2  Hawass & Saleem 2011، صفحة W829.
8. ↑  Derry 1933، صفحة 167.
9. ↑  Derry 1933، صفحات 167–168.
10. ↑  Reeves 1983، صفحة 82.
11. ↑  Derry 1933، صفحات 168–169.
12. 1 2  Reeves 1990، صفحة 124.
13. ↑  Harrison et al. 1979، صفحة 21.
14. ↑  Hellier & Connolly 2009، صفحة 168.
15. ↑  Hawass & Saleem 2011، صفحة W830.
16. ↑  Hawass et al. 2010، صفحة 461.
17. ↑  Carter 1933، صفحات 89.
18. ↑  Chamberlain 2001، صفحة 9.
19. ↑  Hawass & Saleem 2011، صفحة W835.
20. 1 2  Charlier, Khung-Savatovsky & Huynh-Charlier 2012، صفحة W629.
21. 1 2  Hawass & Saleem 2012، صفحة W630.
22. ↑  Desroches-Noblecourt 1963، صفحة 253.